# Acraea uniformis
Acraea uniformis är en fjärilsart som beskrevs av Gabriel 1934/35. Acraea uniformis ingår i släktet Acraea och familjen praktfjärilar. Inga underarter finns listade i Catalogue of Life.